# Pantenburg
 Pantenburg là một đô thị ở huyện Bernkastel-Wittlich, trong bang Rheinland-Pfalz, Đô thị Pantenburg có diện tích 4,98 km², dân số thời điểm ngày 31 tháng 12 năm 2006 là 256 người.